# Марк Клавдій Марцелл Езернін (квіндецемвір)
Марк Клавдій Марцелл Езернін (лат. Marcus Claudius Marcellus Aeserninus, близько 40 до н. е. —після 12 до н. е.) — член жрецької колегії за часи ранньої Римської імперії.

## Життєпис
Походив з роду нобілів Клавдіїв Марцеллів. Син Марка Клавдія Марцелла Езерніна, консула 22 року до н. е.. Замолоду одружився з Азінією, донькою Гая Азінія Полліона, консула 40 року до н. е. Це сприяло його кар'єрі. У 23 році до н. е. увійшов до колегії квіндецімвірів священнодійств. У 17 році до н. е. стає магістром цієї колегії. Остання згадка про нього датується 12 роком до н. е.

## Родина
Дружина — Азінія
Діти:
- Марк Клавдій Марцелл Езернін, претор 19 року